# Prince Rupert
Prince Rupert es una ciudad canadiense situada en la provincia de Columbia Británica.

## Superficie
Prince Rupert tiene una superficie de 66 km².

## Demografía
En 2021, tenía 12 300 habitantes, una densidad poblacional de 186,4 hab./km², y 5747 viviendas.